# Музей Парс
Музей Парс (перс. موزه پارس‎) — музей в Ширазе, провинция Фарс, южный Иран. Музей расположен в Саду Назар. Восьмигранное здание, в котором располагается музей — бывший дворец Мохаммада Карим-хана, во время правления династии Зенд служивший местом для королевских приёмов. В нём также проводились другие официальные церемонии.
Дворец также является местом захоронения Карим-хана.

## Сад Назар
Во время правления династии Сефевидов (1501—1722) Сад Назар был одним из крупнейших садов Шираза. Во времена династии Зенд (1750—1794) Карим-хан построил на территории сада восьмигранный дворец, который получил название Круга Фаранджи. Его использовали как место для приёма иностранных гостей и послов, а также для проведения других официальных церемоний.
В саду, недалеко от входа в музей со стороны пешеходной улицы Karim Zand Boulevard, стоит камень, на котором выгравированы надписи, выполненные в трёх разных каллиграфических стилях: сулюс, пахлавийский насх и насталик. Эти три надписи относятся к разным периодам иранской истории: сельджукской, сефевидской и каджарской.

## Музей Парс
В 1936 году дворец получил статус музея. Он стал первым музеем в Иране, который находится за пределами Тегерана.
В музее экспонируются около 30 рукописных экземпляров Корана, а также работы знаменитых персидских художников, среди которых, хорошо известная картина «Карим-Хан во время курения кальяна» Джафара Накаша.
В коллекции музея собраны изделия из железа, гончарные изделия, монеты и другие экспонаты, датируемые от 4 тысячелетия до нашей эры. Среди наиболее интересных экспонатов можно отметить меч Карим-Хана.

## Коран Хефдах Ман
Коран Хефдах Ман был создан в начале Х-го века по хиджре. Коран был написан при султане Ибрагим Бин Шарух Гурекани каллиграфическим стилем Мугаккак. Ранее он находился помещении над Воротами Корана, на въезде в Шираз, но в 1898 году был помещён в музей Парс. Название Корана связано с иранской мерой веса: вес собрания составляет 17 ман.
Характеристики Корана:
- Вес Корана составляет 40 килограммов (2 тома).
- Размеры листов — 48×72 см.
- Каждая книга толщиной свыше 25 см и состоит из 500 листов.
- Высота текста на каждом листе составляет 11 строк.
- На его страницах имеются печати и памятные надписи людей разных эпох.